# (1974) Caupolican
(1974) Caupolican (1968 OE) ist ein Asteroid des Hauptgürtels, der am 18. Juli 1968 von den Astronomen Carlos Torres und S. Cofré im Cerro El Roble-Observatorium entdeckt wurde.

## Benennung
Der Asteroid wurde nach Caupolicán, einem Kriegshäuptling der Mapuche im Arauco-Krieg, benannt.